# سبتمبر 2006
سبتمبر 2006 هو الشهر التاسع من عام 2006 بدأ يوم الجمعة، وأنتهى يوم السبت، وأمتد لثلاثين يومًا.

## بوابة:أحداث جارية
| \| 1 سبتمبر 2006 (الجمعة) \| عدل \| تاريخ \| راقب \| تصفح \| |     |       |      |      |
| - ضربت هزة بلغت قوتها 5.7 درجات على مقياس ريختر أرخبيل أوكيناوا في أقصى جنوب اليابان. وذلك في الساعة 8.4 بالتوقيت المحلي وقد شعر بها سكان بعض الجزر الصغيرة في الأرخبيل. وحدد مركزها على عمق 20 كلم في البحر. (الجزيرة) - حكمت محكمة أمريكية في كولورادو على حميدان التركي، سعودي، بالسجن 27 عاماً بتهم إساءة التعامل مع الخادمة الاندونيسية واحتجازها في منزله وتعرضها للتحرش الجنسي والعبودية. وأنكر التركي التهم المنسوبة إليه، وألقى باللائمة على القضاء المعادي للإسلام في القضية الموجهة ضده.-(سي إن إن) |     |       |      |      |
| 1 سبتمبر 2006 (الجمعة) | عدل | تاريخ | راقب | تصفح |

| \| 2 سبتمبر 2006 (السبت) \| عدل \| تاريخ \| راقب \| تصفح \| |     |       |      |      |
| - وصلت إلى مدينة صور في الجنوب اللبناني طلائع القوات الإيطالية التي ستشارك في قوة اليونيفيل الدولية في الجنوب اللبناني وكانت خمس سفن حربية ايطالية تحمل على متنها أكثر من 2500 جندي ايطالي قد غادرت الموانىء الايطالية باتجاه لبنان وتمثل المشاركة الايطالية المساهمة الأكبر في القوة المزمع نشرها جنوبي لبنان والتي سوف تبلغ في النهاية 15 الف رجلا حيث تعهدت إيطاليا بالمشاركة بألفين وخمسمئة جندي في هذه القوة. (بي بي سي) - يصل اليوم إلى طهران الأمين العام للأمم المتحدة كوفي عنان حيث سيعقد محادثات مع القادة الإيرانيين ويرجح أن تركز المباحثات على تعزيز وقف إطلاق النار بين حزب الله، إسرائيل في جنوبي لبنان والذي جاء بناء على قرار مجلس الأمن الدولي 1707. كما سيكون البرنامج النووي الإيراني على رأس قضايا التي سيناقشها عنان مع القادة الإيرانيين. (بي بي سي) - تسلم الجيش العراقي الجمعة مسؤوليات الأمن من القوات الأمريكية في معظم أنحاء محافظة كركوك في شمال العراق. وقامت عناصر من الفرقة الأمريكية 101 المحمولة جوا باستكمال عملية التسليم إلى كتيبتين بالجيش العراقي، وذلك خلال احتفال أقيم في قاعدة للجيش العراقي خارج كركوك وسيتولى الجيش العراقي مهام الأمن باستثناء مدينة كركوك التي تشهد توترات طائفية، وبلدة "الحويجة" وسيظلان تحت سيطرة قوات التحالف. -(سي إن إن) - قرر الاتحاد الإماراتي لكرة القدم عدم مشاركة منتخب الإمارات لكرة القدم في بطولة كأس دول غرب آسيا لكرة القدم التي من المقرر أن تقام في لبنان، وكان البطولة التي تم تأجيلها بسبب العدوان الإسرائيلي على لبنان 2006 ستقام من 29 أكتوبر إلى 8 نوفمبر بعد أن كان مقررا إقامتها من 25 يوليو إلى 3 أغسطس الماضيين. -(سي إن إن) |     |       |      |      |
| 2 سبتمبر 2006 (السبت) | عدل | تاريخ | راقب | تصفح |

| \| 3 سبتمبر 2006 (الأحد) \| عدل \| تاريخ \| راقب \| تصفح \| |     |       |      |      |
| - أكد متحدث باسم الأمم المتحدة أن وزير الخارجية الإيراني، منوشهر متقي، عرض على الأمين العام للأمم المتحدة، كوفي عنان، تعاون إيران الكامل مع المنظمة الدولية، فيما يتصل بقرار مجلس الأمن الدولي الخاص بالهدنة بين إسرائيل وحزب الله. -(سي إن إن) - قالت إسرائيل الأحد إنها قد تبدأ في سحب جميع قواتها من لبنان خلال أسبوعين حال استمرار انتشار قوات حفظ السلام التابعة للأمم المتحدة "اليونيفيل" بنفس المنوال الحالي ويأتي إعلان الجيش الإسرائيلي تزامناً مع استمرار وصول طلائع من القوة الإيطالية المشاركة في "اليونيفيل" إلى جنوب لبنان. -(سي إن إن) - بدأ نواب لبنانيون اعتصاما مفتوحا يوم السبت وحتى رفع إسرائيل حصارها البحري والجوي المضروب على لبنان منذ بدء الحرب مع حزب الله في 12 يوليو وأطلق رئيس مجلس النواب نبيه بري الاعتصام النيابي المفتوح في مجلس النواب احتجاجا على الحصار البحري والجوي الذي تفرضه إسرائيل على لبنان رغم مرور 19 يوما على سريان هدنة الأمم المتحدة. (بي بي سي) - تخلى نادي يوفنتوس الايطالي عن خططه بتقديم استئناف لمحكمة مدنية ضد قرار تقليص نقاطه 17 نقطة عقابا له على التورط في قضية التلاعب بنتائج مباريات كرة القدم. وبدلا من ذلك، وافق النادي على اللجوء إلى هيئة تحكيمية تابعة للجنة الأوليمية الايطالية. كان الاتحاد الايطالي لكرة القدم قد قرر في يوليو الماضي الابقاء على قرار سلب يوفنتوس لقبيه للبطولة الوطنية للعامين الماضيين، والابقاء عليه في دوري الدرجة الثانية. (بي بي سي) |     |       |      |      |
| 3 سبتمبر 2006 (الأحد) | عدل | تاريخ | راقب | تصفح |

| \| 5 سبتمبر 2006 (الثلاثاء) \| عدل \| تاريخ \| راقب \| تصفح \| |     |       |      |      |
| - قال الامين العام للامم المتحدة كوفي عنان ان إسرائيل وحزب الله وافقا على وساطة تقوم بها الأمم المتحدة من اجل الافراج عن الاسرى وقال عنان خلال مؤتمر صحفي عقده في مدينة جدة ،السعودية: "لن اشير إلى الامر على انه اتفاق، ولكنني اقول ان الطرفين وافقا على مساعي الامين العام للامم المتحدة من اجل المساعدة في حل هذه الازمة". (بي بي سي) - قتل خمسة أشخاص وجرح العشرات في حادث اصطدام قطارين وقع شمال القاهرة مساء الاثنين ونقلت وكالة رويترز عن مصادر أمنية مصرية قولها إن تصادما وقع بين قطار للركاب واخر للبضاعة شمالي القاهرة الامر الذي ادى إلى مقتل خمسة اشخاص واصابة 28 آخرين بجراح في ثاني حادث مميت من نوعه بالسكك الحديدية خلال اسبوعين بمصر. (بي بي سي) - في رسالة موجهة إلى الرئيس الأمريكي جورج بوش، قال زعماء الأعضاء الديمقراطيين في الكونغرس، ومسؤولون رفيعو المستوى في مختلف اللجان الأمنية في الولايات المتحدة، إنّ سياسة بلادهم الحالية في العراق "لا تعمل"، داعين إلى البدء بسحب مرحلي للقوات الأمريكية من هناك قبل نهاية العام." -(سي إن إن) - شهدت الجولة الأولى للتصفيات المؤهلة لبطولة الأمم الأوروبية لكرة القدم 2008، والتي من المقرر أن تستضيفها سويسرا والنمسا، عدة مفاجآت في المباريات التي أقيمت مساء السبت، حيث فشلت إيطاليا في تحقيق أول فوز لها بعد كأس العالم لكرة القدم 2006، بينما حققت فرنسا وإنجلترا فوزاً كبيراً على منافسيهما.-(سي إن إن) |     |       |      |      |
| 5 سبتمبر 2006 (الثلاثاء) | عدل | تاريخ | راقب | تصفح |

| \| 6 سبتمبر 2006 (الأربعاء) \| عدل \| تاريخ \| راقب \| تصفح \| |     |       |      |      |
| - اعلنت روسيا ان اية عقوبات اقتصادية تفرض على إيران بسبب عدم الالتزام بقرارات مجلس الأمن حول ملفها النووي يجب الا تتضمن امكانية استخدام القوة ضدها وكان وزراء خارجية الاتحاد الأوروبي قد وافقوا على إعطاء طهران مهلة إضافية "محدودة" من اجل أن توضح سبب استمرارها في عمليات تخصيب اليورانيوم. (بي بي سي) - سقط ثمانية قتلى بضمنهم جنديين على الاقل واصيب أكثر من 36 بجراح جراء انفجار سيارة مفخخة في حي القاهرة الواقع شمال شرقي العاصمة العراقية بغداد وقالت الشرطة العراقية إن التحكم في التفجير جرى عن بعد، وان انفجارا ثانيا وقع بعد وصول قوات الامن الا انه لم يسفر عن سقوط اي ضحايا. (بي بي سي) - وافق البرلمان التركي الثلاثاء على تقديم مساهمة عسكرية للإنضمام للقوات الدولية التي ستنشر في جنوب لبنان وجاء تصويت البرلمان بـ340 صوتاً مقابل 192 صوتاً لصالح القرار بعد ساعتين من وصول الأمين العام للأمم المتحدة كوفي عنان إلى أنقرة. -(سي إن إن) - تقرر صرف قيمة عقد لاعب الأهلي المصري الرحل، محمد عبد الوهاب، وقدره مليوني جنيه مصري إلى أسرته، في بادرة وفاء للاعب الشاب الذي رحل عن الحياة فجأة بنوبة قلبية وقرر مجلس إدارة الأهلي برئاسة محمود الخطيب نائب رئيس النادي صرف قيمة العقد، بالإضافة إلى تطبيق اللائحة فيما يخص مستحقات اللاعب عن البطولة الإفريقية. -(سي إن إن) |     |       |      |      |
| 6 سبتمبر 2006 (الأربعاء) | عدل | تاريخ | راقب | تصفح |

| \| 7 سبتمبر 2006 (الخميس) \| عدل \| تاريخ \| راقب \| تصفح \| |     |       |      |      |
| - قالت إسرائيل إنها سترفع حصارها البحري والجوي عن لبنان الخميس، الساعة السادسة مساء بالتوقيت المحلي (الثالثة مساء بتوقيت جرينيتش) وكانت إسرائيل قد فرضت قيودها منذ بدء الصراع مع حزب الله في يوليو وتقول إسرائيل انها تريد اجراءات تضمن عدم وصل أسلحة إلى حزب الله. [_ (بي بي سي)] - قر الرئيس الأمريكي جورج دبليو بوش لأول مرة بوجود سجون سرية تديرها وكالة المخابرات الأمريكية، وقال إن 14 من المشتبه بهم الرئيسيين بالإرهاب نقلوا الآن إلى معتقل جوانتانامو. وقال بوش إن المشتبه بهم، وبينهم خالد شيخ محمد، الذي يزعم أنه العقل المدبر لهجمات 11 سبتمبر نقلوا الآن من أيدي CIA، وسوف يمثلون للمحاكمة. (بي بي سي) - أعربت تقارير إعلامية في لندن، عن توقعاتها أن يقوم رئيس الوزراء البريطاني طوني بلير الخميس، بإعلان موعد مغادرته السلطة في غضون عام من الآن، بعد تزايد الضغوط عليه، إثر استقالة عدد من الوزراء في الحكومة البريطانية، احتجاجاً على بقائه في السلطة.-(سي إن إن) |     |       |      |      |
| 7 سبتمبر 2006 (الخميس) | عدل | تاريخ | راقب | تصفح |

| \| 8 سبتمبر 2006 (الجمعة) \| عدل \| تاريخ \| راقب \| تصفح \| |     |       |      |      |
| - أكد تقرير صادر عن مجلس الشيوخ الأمريكي عدم وجود أي أدلة تثبت وجود صلة رسمية ما بين الرئيس العراقي السابق صدام حسين وقادة تنظيم القاعدة في العراق قبيل نشوب الحرب عام 2003. (بي بي سي) - قال قائد القوات الدولية في لبنان إن دوريات بحرية تابعة للأمم المتحدة بدأت في تمشيط المياه الساحلية اللبنانية وقال الجنرال الين بلجريني إنه يفهم بهذه الخطوة أن الحصار البحري الإسرائيلي للبنان قد رفع. ولم يصدر حتى الآن أي تأكيد من إسرائيل بشأن رفع الحظر. (بي بي سي) - أعلنت حركة طالبان الأفغانية، مسؤوليتها عن الانفجار الضخم، الذي هز العاصمة كابول في وقت مبكر صباح الجمعة، وأودى بحياة 13 شخصاً على الأقل، بينهم جنديان أمريكيان، من بين الطاقم المكلف بحراسة السفارة الأمريكية في العاصمة الأفغانية.-(سي إن إن) - أخيراً خرج مدافع المنتخب الايطالي ماركو ماتيراتزي عن صمته، وقال أن السبب وراء ما قام به زين الدين زيدان في المباراة النهائية لكأس العالم لكرة القدم 2006 هو نتيجة كلام تفوه به المدافع الايطالي عن شقيقة كابتن المنتخب الفرنسي. -(سي إن إن) |     |       |      |      |
| 8 سبتمبر 2006 (الجمعة) | عدل | تاريخ | راقب | تصفح |

| \| 11 سبتمبر 2006 (الإثنين) \| عدل \| تاريخ \| راقب \| تصفح \| |     |       |      |      |
| - طرحت إيران سلسلة شروط قبل موافقتها على تعليق تخصيب اليورانيوم لفترة محددة، أبرزها عدم اتخاذ أي قرار في الأمم المتحدة ضد طهران. (الجزيرة) - مقتل 37 عراقيا بهجمات والتيار الصدري يرفض الفيدرالية (الجزيرة) - غادر رئيس الوزراء البريطاني توني بلير بيروت بعد أن أحدثت زيارته القصيرة للبنان ردود فعل احتجاجية على موقف لندن من الحرب الإسرائيلية الأخيرة على لبنان. (الجزيرة) - عثرت السلطات النمساوية على لفافة مريبة تحتوي على عبوات غاز وكابلات وشعارات للنازيين الجدد أمام مقر جمعية إسلامية في العاصمة فيينا. (الجزيرة) - قتل عشرة عسكريين روس عندما سقطت مروحية عسكرية في منطقة شمال القوقاز اليوم وعلى متنها مجموعة من كبار الضباط. (الجزيرة) - الظواهري يتوقع تصعيد "العمل الجهادي" ضد إسرائيل والغرب (الجزيرة) - استقال رئيس وزراء "جمهورية شمال قبرص التركية" فيردي ثابت سوير بعد أن أنهى حزبه الجمهوري التركي (يسار وسط) تحالفه مع الحزب الديمقراطي (يمين وسط) داخل الحكومة بسبب خلافات سياسية. (الجزيرة) - افتتحت في العاصمة الكوبية القمة الـ14 لدول حركة عدم الانحياز باجتماع على مستوى كبار الموظفين مع وزير الخارجية الكوبي فيليبي بيريز روكا. (الجزيرة) - لقي خمسة رجال شرطة أفغان مصرعهم وأصيب حوالي 30 بجروح اليوم في انفجار وقع في جنوب شرق أفغانستان خلال مراسم تشييع حاكم ولاية أفغانية. (الجزيرة) - اشتبكت القوات الحكومية التشادي مع متمردين معارضين لحكم الرئيس إدريس ديبي شرقي البلاد. (الجزيرة) - أمريكا تحيي الذكرى الخامسة لهجمات 11 سبتمبر (بي بي سي) - حذر الأمين العام للأمم المتحدة كوفي عنان من وصول معدلات الموت والمعاناة في إقليم دارفور إلى مستوى كارثي. (بي بي سي) - نجح مكوك الفضاء الأمريكي أطلانطيس في الالتحام مع المحطة الفضائية الدولية، في أصعب مراحل رحلته التي بدأت السبت الماضي وتستمر 11 يوما. (بي بي سي) |     |       |      |      |
| 11 سبتمبر 2006 (الإثنين) | عدل | تاريخ | راقب | تصفح |

| \| 20 سبتمبر 2006 (الأربعاء) \| عدل \| تاريخ \| راقب \| تصفح \| |     |       |      |      |
| - تراجعت إسرائيل عن إعلانها إتمام الانسحاب من جنوب لبنان مطلع الأسبوع المقبل، معللة ذلك بوجود "مشكلات لم يتم حلها". (الجزيرة) - أجرى الرئيس الفلسطيني محمود عباس مباحثات مع الرئيس الأميركي جورج بوش في نيويورك تتعلق بتفعيل عملية السلام وحكومة الوحدة الوطنية الفلسطينية المقرر تشكيلها. وجاء اللقاء قبل اجتماع هام للجنة الرباعية الدولية يتعلق بموقفها من استئناف المساعدات المالية المباشرة للفلسطينيين. (الجزيرة) - أعلن القاضي الجديد للمحكمة محمد العريبي الخليفة رفع جلسات المحاكمة حتى 25 سبتمبر، بعدما أدلى خمسة من الشهود بإفاداتهم في غياب فريق الدفاع، وطرد صدام حسين في مستهل جلسة اليوم إثر اعتراضه على تغيير القاضي ورفضه الجلوس. (الجزيرة) - قال زعيم الانقلاب في تايلند الجنرال سونتي بونياراتغلين إن قادة الانقلاب العسكري سيختارون رئيس وزراء جديد في غضون أسبوعين وينسحبون من السلطة. وأضاف أن صياغة دستور جديد يقود إلى إجراء انتخابات عامة جديدة سيستغرق عاما. (الجزيرة) - قال محافظ البنك المركزي التايلندي بريدياثورن ديفاكولا إن العملة الوطنية مستقرة رغم الانقلاب العسكري الذي شهدته البلاد، متوقعا إمكانية نمو اقتصاد بلاده بنسبة 4.5% العام الحالي. (الجزيرة) - أكد مسؤول أميركي كبير عدم توصل الدول الأعضاء بمجلس الأمن وألمانيا المشاركة في المفاوضات بشأن البرنامج النووي الإيراني، لاتفاق بشأن فرض عقوبات على طهران، ولكنها أجمعت على دعم الحوار الأوروبي معها. (الجزيرة) - استؤنفت في عمان اليوم محاكمة العراقي زياد خلف الكربولي الذي يشتبه في انتمائه لتنظيم القاعدة والذي اعتقلته القوات الأردنية في مايو الماضي خارج العراق بتهمة "القيام بأعمال إرهابية أفضت إلى موت إنسان". (الجزيرة) - وجهت منظمة هيومن رايتس ووتش انتقادات لاذعة للاعتقالات "التي تنفذها دائرة المخابرات العامة في الأردن خارج إطار القانون". (الجزيرة) - قال مسؤولون كينيون إن سلطات الهجرة الكينية احتجزت العداء القطري سيف سعيد شاهين حامل اللقب العالمي في سباق ثلاثة آلاف متر موانع رجال بسبب استخدامه تأشيرة دخول غير صالحة لبلده الأصلي. (الجزيرة) - أغلقت صناديق الاقتراع في اليمن أمام الناخبين في الانتخابات الرئاسية والمحلية بعد أن تم تمديد مدة الاقتراع لساعتين اضافيتين. ويتنافس في الانتخابات ثلاثة مرشحين ضد الرئيس الحالي علي عبد الله صالح الذي أمضى ثمانية وعشرين عاما في الحكم. (بي بي سي) - قال البابا بنديكتوس السادس عشر ان الاقتباس المتعلق بالإسلام الذي استخدمه في كلمة ألقاها بألمانيا الاسبوع الماضي قد "أسيء فهمه" بشكل مؤسف. (بي بي سي) - قال رئيس بوركينا فاسو إن مجلس الأمن والسلم التابع للإتحاد الأفريقي وافق على تمديد مهمة قوات حفظ السلام الأفريقية في إقليم دارفور غربي السودان إلى نهاية العام الحالي. (بي بي سي) |     |       |      |      |
| 20 سبتمبر 2006 (الأربعاء) | عدل | تاريخ | راقب | تصفح |

| \| 22 سبتمبر 2006 (الجمعة) \| عدل \| تاريخ \| راقب \| تصفح \| |     |       |      |      |
| - وجه الرئيس اللبناني إميل لحود انتقادات شديدة للأمم المتحدة لفشلها في وقف ما وصفه "العدوان الوحشي" الذي شنته إسرائيل على بلاده خلال المواجهة الأخيرة مع مقاتلي حزب الله. حيث قال في كلمة ألقاها في الجمعية العامة للامم المتحدة " لا يمكننا إلا أن نتساءل عن قدرة المنظمة على حفظ السلام العالمي عندما تسيطر قوى دولية قليلة على قراراتها". (بي بي سي) - نفذ اتحاد المحاكم الإسلامية في الصومال أول حكم باعدام رجل في الخامسة والعشرين من عمره رميا بالرصاص بتهمة قتل رجل أعمال، منذ توليه السلطة في العاصمة مقديشو في شهر يونيو. (بي بي سي) - قال الرئيس الباكستاني برويز مشرف ان الولايات المتحدة هددت بعد هجمات 11 سبتمبر بقصف بلاده إذا لم تتعاون مع الحرب الأمريكية ضد طالبان في أفغانستان. (بي بي سي) - وجه البابا بنديكتوس السادس عشر دعوة إلى سفراء الدول الإسلامية المعتمدين لدى الفاتيكان إلى الاجتماع به يوم الاثنين المقبل كجزء من جهوده الدبلوماسية الهادفة لتطويق الأزمة التي اعقبت التصريحات التي ادلى بها في الاسبوع الماضي في جامعة ريجنزبورج الألمانية. (بي بي سي) - أكد الأمين العام لحزب الله حسن نصر الله أن المقاومة تملك أكثر من عشرين ألف صاروخ وأن حزبه أقوى حاليا من منه في السابق مشددا على أن لبنان صار عبر جمهور المقاومة "قوة عظمى في الشرق الأوسط". (الجزيرة) - تصاعدت حرب البيانات بين حركتي فتح وحماس، فبعد أن هددت حماس في بيان لها بفضح من سمتهم بالمتورطين في ملفات الفساد والخيانة من فتح، وتوعدت بالتصدي لأي محاولة لإسقاط الحكومة الحالية التي تقودها، ردت فتح بالتهديد بقتل كل من يثبت تورطه من حماس في اغتيال أي من كوادرها. (الجزيرة) - حث مسؤولون عرب والأمين العام للأمم المتحدة مجلس الأمن الدولي على المساهمة في جهود حل الصراع الإسرائيلي الفلسطيني، وسارعت إسرائيل لرفض هذا الطلب، واتفقت معها الولايات المتحدة ومنعت مجلس الأمن من إصدار بيان ختامي مكتفية بإصدار إعلان. (الجزيرة) - لقي جنديان أميركيان مصرعهما في هجومين وقعا أمس في بغداد ومحافظة الأنبار غرب العراق. وتم العثور على نحو 41 جثة مجهولة الهوية بعدة مناطق، فيما قتل ضابطا شرطة وأصيب آخرون في انفجار عدة عبوات بمنطقتي الحصوة جنوب بغداد واللطيفية. (الجزيرة) - جدد رئيس الإتحاد العالمي لعلماء المسلمين يوسف القرضاوي انتقاده لتصريحات البابا بنديكت السادس عشر المسيئة للإسلام وسط مؤشرات على ضعف التجاوب مع دعوته لتنظيم يوم للغضب "العاقل" عليها. (الجزيرة) |     |       |      |      |
| 22 سبتمبر 2006 (الجمعة) | عدل | تاريخ | راقب | تصفح |

بوابة:أحداث جارية/سبتمبر 2006/تقويم
| أحداث جارية |
| --- |
| - أزمة الدين الحكومي اليوناني - جائحة فيروس كورونا 2019–20 - التدخل العسكري الروسي في أوكرانيا - التدخل العسكري الروسي في سوريا - الحرب الأهلية السورية - الهجوم على شمال غرب سوريا (2024) - الحرب الأهلية السودانية 2023 - عملية طوفان الأقصى - الحرب الفلسطينية الإسرائيلية (الخط الزمني) - صراع حزب الله وإسرائيل (2023–الآن) - - أزمة البحر الأحمر - الهجمات على القواعد الأمريكية في العراق وسوريا 2023 - الأزمة الإنسانية في غزة (2023 – الآن) تفاصيل أكثر النزاعات الجارية أدناه |

| وفيات حديثة |
| --- |
| - 17 مارس: أبو حمزة - 17 مارس: لي شاو كي - 17 مارس: أبو إسحاق الحويني - 18 مارس: قسطنطين رودريغيز - 18 مارس: عبد الرحمن حاجي أحمدي - 18 مارس: مارشال راوش - 18 مارس: نادية كاسيني - 18 مارس: دينيز باوتشر - 18 مارس: جان ميشيل (سياسي) - 18 مارس: عصام الدعاليس - 18 مارس: محمود أبو وطفة - 18 مارس: ولامير ماركيز - 19 مارس: أندريا ديليباشيتش - 19 مارس: كالسترات كوتسوف - 19 مارس: هيرنان غودوي - 20 مارس: عثمان سيناف - 20 مارس: نورمان كلارك - 20 مارس: إدي جوردان - 20 مارس: رالف مونرو - 20 مارس: إدي أدكوك |

| نزاعات جارية |
| --- |
| - التدخل العسكري الدولي ضد تنظيم الدولة الإسلامية (داعش) - الكاميرون - الحرب الأهلية الكاميرونية - جمهورية إفريقيا الوسطى - حرب جمهورية إفريقيا الوسطى الأهلية (2012–الآن) - جمهورية الكونغو الديموقراطية - تمرد القوات الديمقراطية المتحالفة - صراع كيفو - الحرب الأهلية الأثيوبية (2018-حاليا) - صراع أمهرة [الإنجليزية] - موزمبيق - التمرد الإسلاموي في موزمبيق - نيجيريا - تمرد بوكو حرام - التمرد الإسلامي في الساحل - تمرد الجهاديين في بوركينا فاسو · حرب مالي - الحرب الأهلية الصومالية - الحرب في الصومال (2009–الآن) - السودان - الحرب الأهلية السودانية 2023 - النزاع في أفغانستان - النزاع بين طالبان والدولة الإسلامية في أفغانستان - صراع بنجشير - الهند - التمرد في جامو وكشمير - العصيان الماوي-الناكسالي - إندونيسيا - أزمة بابوا - الصراع الداخلي في ميانمار - الحرب الأهلية في ميانمار (2021-الحاضر) - باكستان - صراع بلوشستان - عصيان خيبر بختونخوا - الصراع الأهلي في الفلبين - التمرد الشيوعي في الفلبين - الحرب الروسية الأوكرانية - الغزو الروسي لأوكرانيا 2022 - صراع العراق (2003–الآن) - التمرد العراقي (2017–الآن) - صراع إسرائيل وغزة - الحرب الفلسطينية الإسرائيلية 2023 - هجمات الحوثيين على إسرائيل (2023 - 2024) - الحرب الأهلية السورية - التدخل الأجنبي في الحرب الأهلية السورية - تركيا - الولايات المتحدة - اليمن - الحرب الأهلية اليمنية (2014–الآن) - التدخل العسكري في اليمن |